# North Sea Helicopter
North Sea Helicopter is een computerspel dat in 1985 werd ontwikkeld door Aackosoft. Het spel is een helikoptersimulatiespel.